# 山形県道40号酒田松山線
山形県道40号酒田松山線（やまがたけんどう40ごう さかたまつやません）は、山形県酒田市を通る県道（主要地方道）である。

## 概要

### 路線データ
- 起点：酒田市一番町（国道112号・山形県道42号酒田港線交点）
- 終点：酒田市竹田（国道345号上、山形県道117号余目松山線交点）

## 歴史
- 1993年（平成5年）5月11日 - 建設省から、県道酒田松山線が酒田松山線として主要地方道に指定される[1]。

## 路線状況

### 重複区間
- 山形県道42号酒田港線（酒田市一番町）
- 国道47号（酒田市大町 - 酒田中央IC）
- 国道345号（酒田市中牧田 - 酒田市竹田・終点）

### 橋梁
- 中の口橋（酒田市、新井田川）
- 砂越茨野跨線橋（酒田市、羽越本線）
- 大石橋（酒田市、相沢川）

## 地理

### 通過する自治体
- 酒田市

### 交差する道路
- 国道112号・山形県道42号酒田港線（起点）
- 山形県道42号酒田港線・山形県道353号吹浦酒田線 （酒田市一番町）
- 国道7号・国道47号（酒田市東大町）
- 日本海東北自動車道 酒田中央IC・国道47号
- 山形県道364号安田砂越停車場線（酒田市砂越）
- 山形県道205号砂越停車場山楯線（酒田市砂越）
- 山形県道360号砂越余目線（酒田市砂越）
- 国道345号（酒田市飛鳥）
- 山形県道365号円能寺砂越停車場線（酒田市楢橋）
- 国道345号（酒田市中牧田）
- 国道345号・山形県道117号余目松山線（酒田市竹田）

### 沿線の施設
- 砂越駅（羽越本線）